# Cyptotrama songolarum
Cyptotrama songolarum är en svampart som beskrevs av Courtec. 1995. Cyptotrama songolarum ingår i släktet Cyptotrama och familjen Physalacriaceae.   Inga underarter finns listade i Catalogue of Life.